# 山辺悠太
山辺 悠太（やまべ ゆうた、1996年5月13日 - ）は、日本の元子役。東京都出身。おうし座。

## 出演

### テレビドラマ
- 弁護士・朝日岳之助15 「北上川殺人暮色」（2000年9月19日、テレビ朝日） - 宮原健太 役
- 幼稚園ゲーム〜お受験します!〜（2001年2月 - 3月、CBCテレビ） - 村上勇気 役

### テレビアニメ
- 今、そこにいる僕（1999年10月 - 2000年1月、WOWOW） - 子供 役

### 映画
- 石井のおとうさんありがとう（2004年） - 前原定一 役
- シルバーホーク（2004年、香港映画）
- 空を飛んだオッチ （2005年） - オッチ 役

| スタブアイコン | サブスタブ | この項目は、まだ閲覧者の調べものの参照としては役立たない、人物に関連した書きかけの項目です。この項目を加筆・訂正などしてくださる協力者を求めています（P:人物伝/PJ:人物伝）。 |